# Resolutie 2272 Veiligheidsraad Verenigde Naties
Resolutie 2272 van de Veiligheidsraad van de Verenigde Naties werd met veertien stemmen voor en één onthouding aangenomen door de VN-Veiligheidsraad op 11 maart 2016. De resolutie vroeg de secretaris-generaal alle eenheden in vredesoperaties van een land dat klachten over seksueel misbruik door de manschappen niet voldoende onderzocht te vervangen.
Egypte was de lidstaat die zich had onthouden. Een door Egypte ingediend amendement was eerder afgewezen met negen tegen vijf stemmen. Dit amendement had de terugtrekking van eenheden laten afhangen van het onderzoek en de bestraffing van de feiten, en het op de hoogte houden van de secretaris-generaal hierover. De Verenigde Staten vonden dat dit afbreuk deed aan het doel van de resolutie; namelijk ingrijpen als een land niet optrad tegen beschuldigingen van seksueel misbruik.
Rusland zei dat de meeste blauwhelmen uit Azië en Afrika afkomstig waren, en dat het leek alsof de westerse landen immuniteit wilden voor hun eenheden.

## Achtergrond
Beschuldigingen van seksueel misbruik door VN-blauwhelmen doken reeds in de jaren 1990 op, tijdens de missies in Bosnië en Herzegovina, Cambodja en Oost-Timor, en daarna in Haïti, Liberia, Sierra Leone, Zuid-Soedan, Congo-Kinshasa en de Centraal-Afrikaanse Republiek. Manschappen uit onder meer Pakistan, Bangladesh, Sri Lanka, Oeganda, Burundi, Congo-Brazzaville en Congo-Kinshasa werden beschuldigd van misbruik. In een aantal gevallen maakten ze deel uit van een vredesmacht van de Afrikaanse Unie. In 2015 waren 69 beschuldigingen geuit tegen blauwhelmen uit tien VN-missies; de meeste in de Centraal-Afrikaanse Republiek. Daar werden "grove fouten" gemaakt bij het onderzoek naar mogelijke seksuele uitbuiting van kinderen door Franse vredeshandhavers.
In 2003 stelde de secretaris-generaal regels op inzake het gedrag van VN-personeel Tevens werd een nultolerantiebeleid ingevoerd. Het verder onderzoeken en bestraffen van feiten werd echter overgelaten aan de landen waaruit de beschuldigden afkomstig waren. In februari 2016 werd ook een coördinator aangesteld om sterker in te grijpen.

## Inhoud
Men was diep bezorgd om de aanhoudende zware aantijgingen van seksuele uitbuiting en misbruik door militairen, agenten en personeel van VN- en andere vredesmachten. Onder meer bij MINUSCA in de Centraal-Afrikaanse Republiek was dit het geval. Dergelijk gedrag ondermijnt niet enkel de operatie, maar ook de geloofwaardigheid van de VN als handhaver van de vrede. De acties van enkelen mochten geen smet werpen op de verwezenlijkingen die vele tienduizenden blauwhelmen hadden bereikt.
Het was de taak van de landen die manschappen bijdroegen om beschuldigingen aan het adres van die manschappen te onderzoeken en te vervolgen. De secretaris-generaal werd gevraagd om alle eenheden van een land dat deelnam aan een vredesoperatie, maar dat beschuldigingen onvoldoende onderzocht, vervolgde of rapporteerde hierover, te vervangen door eenheden van een ander land.
De Veiligheidsraad stond achter de beslissing van de secretaris-generaal om een eenheid die systematisch seksueel misbruik pleegde weg te halen — het ging in dit geval om Congolese troepen in de Centraal-Afrikaanse Republiek. Er werd hem gevraagd voortaan ook te bekijken of een land voldoende ageerde tegen dergelijke feiten om te bepalen of het voortaan nog wel mocht deelnemen aan operaties. De deelnemende manschappen moesten ook een voorafgaande opleiding hebben gekregen om misdragingen te voorkomen.

## Verwante resoluties
- Resolutie 2185 Veiligheidsraad Verenigde Naties (2014)
- Resolutie 2242 Veiligheidsraad Verenigde Naties (2015)

Lijst ·  2260 ·  2261 ·  2262 ·  2263 ·  2264 ·  2265 ·  2266 ·  2267 ·  2268 ·  2269 ·  2270 ·  2271 ·  2272 ·  2273 ·  2274 ·  2275 ·  2276 ·  2277 ·  2278 ·  2279 ·  2280 ·  2281 ·  2282 ·  2283 ·  2284 ·  2285 ·  2286 ·  2287 ·  2288 ·  2289 ·  2290 ·  2291 ·  2292 ·  2293 ·  2294 ·  2295 ·  2296 ·  2297 ·  2298 ·  2299 ·  2300 ·  2301 ·  2302 ·  2303 ·  2304 ·  2305 ·  2306 ·  2307 ·  2308 ·  2309 ·  2310 ·  2311 ·  2312 ·  2313 ·  2314 ·  2315 ·  2316 ·  2317 ·  2318 ·  2319 ·  2320 ·  2321 ·  2322 ·  2323 ·  2324 ·  2325 ·  2326 ·  2327 ·  2328 ·  2329 ·  2330 ·  2331 ·  2332 ·  2333 ·  2334 ·  2335 ·  2336